# 하늘책의 증명
《하늘책의 증명》(Proofs from THE BOOK)은 마르틴 아이그너와 귄터 M. 지글러가 쓴 수학증명 책이다. 이 책은 수학자 에르되시 팔에게 헌정되었다. 에르되시는 수학 정리의 우아한 정리를 볼 때면 그것을더러 신이 가지고 있는 ‘그 책’(THE BOOK)에 있는 증명이라고 말하곤 했다. 1985년 강의에서 에르되시는 “신을 믿을 필요는 없지만, 그 책은 믿어야 한다”고 말하였다.
《하늘책의 증명》은 32개 부분으로 나뉘어 있으며(4판에서는 40개), 각각의 부분에서는 한 개의 정리와 그에 대한 복수의 증명 그리고 관련 결과를 수록하고 있다. 여기서 다루는 정리들은 정수론, 기하학, 해석학, 조합론, 그래프 이론 등 다양한 분야를 망라하고 있다. 에르되시 본인도 책 내용에 대해 여러 가지 의견을 표했지만, 출판되기 전에 죽었다. 카를 하인리히 호프만이 삽화를 그렸고, 영어, 페르시아어, 불어, 독어, 헝가리어, 이탈리아어, 일어, 중국어, 폴란드어, 포르투갈어, 한국어, 터키어, 러시아어, 에스파냐어 등 다양한 언어로 출판되었다.
본서에서 다루고 있는 증명으로는
- 베르트랑 공준 증명
- 자연상수의 무리수임 증명
- 소수의 무한성에 대한 여섯 가지 증명(유클리드 및 퓌르스텐베르크의 증명 포함)

등이 있다.

## 참고 자료
- Proofs from the book. Springer, Berlin 1998, ISBN 3-540-63698-6
  - Aigner, Martin; Ziegler, Günter (2009). Proofs from THE BOOK 4판. Berlin, New York: Springer-Verlag. ISBN 978-3-642-00855-9.
  - Table of Contents of the 4th ed. 보관됨 2015-09-24 - 웨이백 머신
- Günter M. Ziegler's homepage, including a list of editions and translations.
- Shepard, Mary (1999). Read This! Review of Proofs from THE BOOK[깨진 링크(과거 내용 찾기)]. Mathematical Association of America.